# Gloucester (Ontario)

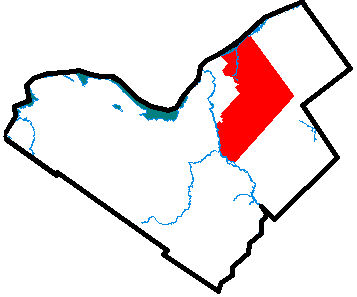
Localisation de Gloucester

Gloucester est une ancienne cité de l'est de l'Ontario au Canada. C'est à présent une banlieue de la ville d'Ottawa.

## Historique
Le canton de Gloucester a été créé en 1792 et comprenait à l'origine des terres à l'est de la rivière Rideau, entre la rivière des Outaouais jusqu'à Manotick au sud. Elle a été constituée en municipalité en 1850 et est devenue une cité en 1981. Gloucester est l'une des 11 municipalités qui ont fusionné en 2001 pour former la nouvelle ville d'Ottawa. En 2001, la population était de 110 264 habitants.

## Éducation
Le Ottawa-Carleton District School Board a les écoles publiques anglophones laïques à Gloucester. Le Ottawa Catholic School Board a les écoles publiques anglophones catholiques à Gloucester. Le Conseil des écoles publiques de l'Est de l'Ontario (CÉPEO) a les écoles publiques francophones laïques à Gloucester. Le Conseil des écoles catholiques du Centre-Est (CECCE) a les écoles publiques francophones catholiques à Gloucester.
Le CECCE a son siège à Gloucester.